# Volby prezidenta USA 2020
Volby prezidenta Spojených států amerických se konaly v úterý 3. listopadu 2020. Prezidentem byl ve všeobecných volbách občany určen Joe Biden a viceprezidentkou byla určena jeho spolukandidátka Kamala Harrisová, oba politici Demokratické strany. Po sečtení zhruba 99 % hlasů 1. prosince 2020 získal Joe Biden okolo 81 milionů hlasů a Donald Trump 74 milionů hlasů, což jsou dva nejvyšší výsledky v historii Spojených států. Na základě voleb Joe Biden získal 306 hlasů a Donald Trump 232 hlasů volitelů, což volitelé potvrdili konečnou volbu 14. prosince 2020, která byla oficiálně sečtena a potvrzena 7. ledna.
Volby se konaly v řádném termínu čtyř let od voleb v roce 2016, ve kterých se stal prezidentem kandidát Republikánské strany Donald Trump a jeho viceprezidentem Mike Pence, kteří svoje funkce v roce 2020 neúspěšně obhajovali. Jednalo se o 59. volby prezidenta Spojených států amerických. Dne 6. a 7. ledna 2021 konala společná schůze obou komor Kongresu, na které byly navzdory nepokojům vyvolaným stoupenci Donalda Trumpa oficiálně sečteny výsledky. Dne 20. ledna 2021 Joe Biden nastoupil do funkce prezidenta. Od roku 1900, kdy účast přesáhla 70 %, šlo o volby s nejvyšší procentuální účastí.
Samotným volbám předcházely primární volby, ve kterých jednotlivé politické strany Spojených států rozhodovaly o svém vybraném kandidátovi pro podzimní volby.
Ve stejný den proběhla řada dalších voleb včetně voleb do federální sněmovny a senátu. Převahu v obou komorách kongresu získala Demokratická strana, což novému prezidentovi umožní prosadit svou agendu.

## Nominace kandidátů

### Republikánská strana
| Nominanti Republikánské strany                       |                                                          |
| Donald Trump                                         | Mike Pence                                               |
| na prezidenta                                        | na viceprezidenta                                        |
|                                                      |                                                          |
| 45. prezident Spojených států amerických (2017–2021) | 48. viceprezident Spojených států amerických (2017–2021) |
|                                                      |                                                          |

Kandidatura neukončena:
- Rocky De La Fuente, realitní magnát z Kalifornie

Stažené kandidatury do primárních voleb Republikánské strany:
- Mark Sanford, bývalý guvernér Jižní Karolíny oznámil kandidaturu 8. září 2019.[8] Kampaň ukončil 12. listopadu s odvoláním na toho času probíhající vyšetřování a proces impeachmentu Donalda Trumpa, který se podle něj stal hlavním zájmem republikánů.[9]
- Joe Walsh, bývalý poslanec Sněmovny reprezentantů za Illinois, člen hnutí Tea Party oznámil kandidaturu 25. srpna 2019.[10] Jeho kampaň získala minimální podporu a 7. února 2020 proto oznámil její ukončení. V oznámení na Twitteru potvrdil svou opozici k znovuzvolení Donalda Trumpa prezidentem.[11]
- William Weld, bývalý guvernér státu Massachusetts, 15. února 2019

Kandidaturu také zvažoval republikánský kandidát minulých voleb John Kasich. Sám prezident Donald Trump již 17. ledna 2017 oznámil, že bude svou funkci obhajovat, tedy ještě před samotným složením prezidentské přísahy.

### Demokratická strana
| Nominanti Demokratické strany                            |                                           |
| Joe Biden                                                | Kamala Harrisová                          |
| na prezidenta                                            | na viceprezidentku                        |
|                                                          |                                           |
| 47. viceprezident Spojených států amerických (2009–2017) | senátorka za Kalifornii (2017–současnost) |
|                                                          |                                           |

Stažené kandidatury do primárních voleb Demokratické strany:
- Richard Ojeda, senátor senátu Západní Virginie stáhl svou kandidaturu 25. ledna 2019[13]
- Jay Inslee, guvernér státu Washington, bývalý šéf Asociace demokratických guvernérů oznámil kandidaturu 1. března 2019[14], stáhl kandidaturu 21. srpna téhož roku kvůli nízkým číslům v průzkumech a oznámil záměr ucházet se o třetí volební období jako guvernér[15]
- Kirsten Gillibrandová, senátorka Senátu spojených států amerických za New York oznámila svou kandidaturu v březnu 2019, po neúspěších ve volebních průzkumech v prvních měsících kampaně kandidaturu stáhla 29. srpna 2019[16]
- Beto O'Rourke, poslanec Sněmovny reprezentantů za Texas oznámil svou kandidaturu 14. března 2019, kampaň se rozhodl ukončit 1. listopadu 2019[17]
- Joe Sestak, bývalý poslanec Sněmovny reprezentantů za Pensylvánii a bývalý tříhvězdičkový admirál oznámil kandidaturu 24. června 2019.[18] Kampaň ukončil 1. prosince 2019[19]
- Kamala Harrisová, senátorka Senátu spojených států amerických za Kalifornii oznámila svoji kandidaturu 21. ledna 2019.[20][21] Pro nedostatek finančních prostředků kampaň ukončila 3. prosince 2019.[22]
- Julian Castro, bývalý starosta San Antonia a člen vlády (ministr bytové výstavby) prezidenta Baracka Obamy oznámil kandidaturu 12. ledna 2019.[23] Kampaň ukončil pro dlouhodobě nízké výsledky volebních průzkumů 2. ledna 2020.[24]
- Marianne Williamsonová, autorka bestsellerů, duchovní učitelka a aktivistka, oznámila účast v primárkách 15. listopadu 2018, [14] kampaň ukončila 10. ledna 2020[25]
- Cory Booker, senátor Senátu spojených států amerických za New Jersey oznámil účast 1. února 2019. Kampaň ukončil kvůli nedostatku finančních prostředků a nízkým výsledkům volebních průzkumů 14. ledna 2020.[26]
- John Delaney, poslanec Sněmovny reprezentantů za Maryland zahájil kampaň již 28. července 2017 a v době stažení kandidatury 31. ledna 2020 byla jeho kampaň ze všech kandidátů za Demokraty nejdelší[27]
- Deval Patrick, bývalý guvernér státu Massachusetts ohlásil kandidaturu 14. listopadu 2019.[28] Kampaň ukončil po špatných volebních výsledcích v Iowě a New Hampshire 12. února 2020.[29]
- Andrew Yang, zakladatel Venture for America, zahájil svou volební kampaň 6. listopadu 2017.[30] Díky množství finančních darů a dostatečně dobrým volebním průzkumům se kvalifikoval do prvních šesti volebních debat. Yang 12. února 2020 oznámil, že ví, že nemá šanci vyhrát a kampaň proto ukončil.[31]
- Tom Steyer, miliardář a filantrop, zahájil kampaň 9. července 2019.[32] Jeho největším úspěchem bylo 3. místo v primárkách v Jižní Karolíně, na které se nejvíce soustředil. Svou kandidaturu 2. února 2020 stáhl.[33]
- Pete Buttigieg, bývalý starosta South Bendu v Indianě, oznámil účast 14. dubna 2019.[34] Po nečekaně dobrých výsledcích volebního shromáždění v Iowě a primárkách v New Hampshire oznámil 1. března, že nejlepším způsobem, jak dosáhnout jeho cílů bude ukončení kampaně a vyzval k jednotě.[35] O den později formálně vyjádřil podporu kandidatury Joe Bidena.[36]
- Amy Klobucharová, senátorka Senátu spojených států amerických za Minnesotu zahájila kampaň 10. února 2019. Svou kandidaturu stáhla 2. března 2020, den před superúterým a podpořila Bidena ve snaze sjednotit hlasy voličů umírněného křídla Demokratů.[37][36]
- Michael Bloomberg, bývalý starosta New Yorku oznámil kandidaturu 24. listopadu 2019.[38] Bloomberg vynechal hlasování v prvních 4 státech a účastnil se až volebního superúterý 3. března 2020, ve kterém v několika státech přesáhl hranici nutnou k zisku delegátů. Následujícího dne svou kampaň, během které utratil téměř 700 milionů amerických dolarů, ukončil a podpořil Joe Bidena.[39]
- Elizabeth Warrenová, senátorka Senátu spojených států amerických za Massachusetts, kampaň zahájila 9. února 2019[40] a ukončila 5. března 2020 po volebním superúterý.
- Tulsi Gabbardová, poslankyně Sněmovny reprezentantů za Havaj-02, 11. ledna 2019, kampaň ukončila 19. března 2020 kvůli neúspěchu v primárkách
- Bernie Sanders, senátor Senátu spojených států amerických za Vermont, 19. února 2019, kampaň ukončil 8. dubna 2020.[41]

## Průběh kampaně

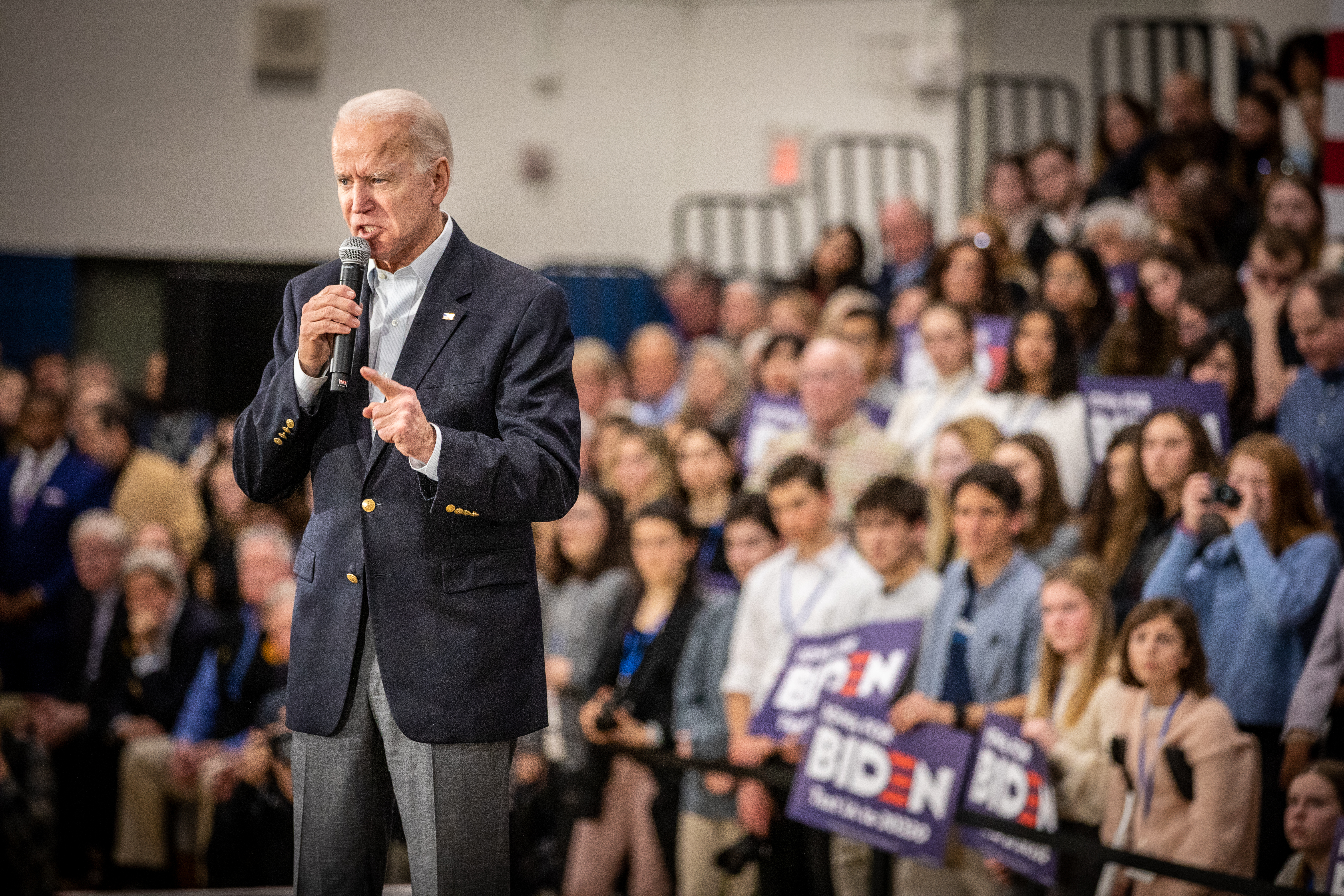
Biden ve státě Iowa během kampaně před volbou prezidenta

Celá předvolební kampaň se odehrávala v atmosféře dlouhodobého a hlubokého rozdělení americké společnosti. Kromě klíčových témat (zejména průběh pandemie covidu-19 v USA, ale také vzájemná obvinění obou kandidátů za jejich postoje k rasovým otázkám) do kampaně krátce před volbami zasáhlo onemocnění samotného prezidenta Trumpa na začátku října, zveřejnění jeho daňových přiznání deníkem The New York Times (podle deníku Trump v předchozích letech neplatil prakticky žádné daně) a diskuse kolem údajného zapojení Joea Bidena do podnikání jeho syna Huntera Bidena s čínským konglomerátem CEFC.
Kampaň probíhala také na sociálních sítích (zejména na Facebooku a Twitteru) a předmětem diskuse se stala jejich faktická přesnost, resp. možné ovlivnění voličů hoaxy a konspiračními teoriemi. Samotný závěr Trumpovy kampaně se intenzivně zaměřil na tzv. swing states – Severní Karolínu, Michigan, Wisconsin a Pensylvánii, na níž se zaměřil také Biden. Kampaň obou kandidátů byla mimořádně nákladná (výdaje Trumpovy kampaně kupříkladu přesáhly miliardu dolarů), přičemž celkové náklady kandidátů, jejich stran a spřízněných skupin dosáhly téměř 14 miliard dolarů; tím se volby v roce 2020 staly vůbec nejdražšími v americké historii.

### Prezidentské debaty
Původně byly naplánovány tři prezidentské a jedna viceprezidentská debata. Druhá přímá prezidentská debata byla nicméně zrušena kvůli Trumpovu onemocnění na covid-19. Poté se Donald Trump odmítl zúčastnit on-line debaty, která měla nahradit plánovanou pódiovou debatu. Místo toho oba kandidáti absolvovali pouze samostatná a současná televizní vystoupení s vybranými moderátory a s diváky.
První debata se konala 29. září 2020 na stanici Fox News a vedl ji novinář Chris Wallace. Ke stěžejním tématům patřily pandemie covidu-19, demonstrace a nepokoje v amerických městech trvající již od smrti George Floyda v květnu 2020, regulérnost voleb, současná klimatická změna a nominace konzervativní soudkyně Amy Coneyové Barrettové pro uvolněné místo na Nejvyšším soudu USA prezidentem Trumpem krátce před volbami. Debata měla ostrý průběh včetně osobních útoků z obou stran a skákání si do řeči (zejména ze strany prezidenta Trumpa) – podle hodnocení řady komentátorů se jednalo o nejchaotičtější prezidentskou debatu za mnoho let.
Dne 7. října 2020 se na půdě University of Utah v utažském Salt Lake City za přísných hygienických opatření konala debata viceprezidentských kandidátů Mikea Pence a Kamaly Harrisové. Demokratická kandidátka v ní ostře kritizovala přístup Trumpa a jeho administrativy k pandemii covidu-19, Pence naopak postup vlády hájil. K dalším tématům patřilo zastřelení Breonny Taylorové v březnu 2020 resp. údajný systémový rasismus v amerických policejních sborech a otázka legality potratů v souvislosti s možným působením soudkyně Barrettové na Nejvyšším soudu.
V návaznosti na odmítnutí virtuální debaty Donaldem Trumpem byla druhá společná debata ve floridském Miami zrušena a oba kandidáti přijali nabídky televizí ABC (Biden) a NBC (Trump) na konání „separátních“ debat, ve skutečnosti diskusí s diváky a svými příznivci. Debaty se uskutečnily v Miami a pensylvánské Filadelfii. Pozornost vzbudilo zejména hodnocení hnutí Antifa a konspirační skupiny QAnon ze strany prezidenta Trumpa. Biden znovu kritizoval Trumpův postup v boji proti pandemii koronaviru.
Pro poslední prezidentskou debatu byla stanovena nová pravidla, spočívající zejména v možnosti vypnutí mikrofonu kandidáta na určitou dobu, a to v reakci na nepřehledný průběh první debaty z konce září. Jako místo konání bylo určeno město Nashville ve státě Tennessee, debatu moderovala Kristen Welkerová z televize NBC. Průběh diskuse byl ve srovnání s předchozí debatou obou kandidátů mnohem klidnější, avšak do řeči Trumpovi skákala hlavně sama moderátorka. K probíraným tématům patřily například pandemie koronaviru, klimatická změna, rasová problematika, rodinná politika nebo otázka údajného ruského vměšování do amerických voleb.

## Společenský kontext voleb

### Pandemie covidu-19
Jedním ze zásadních témat poslední fáze kampaně před prezidentskými volbami se stala probíhající pandemie covidu-19 a její dopady na USA. V období vrcholící kampaně činil celkový oficiální odhad počtu obětí přes 200 000 lidí. Zhruba měsíc se také koronavirem nakazil úřadující prezident Trump a část jeho týmu. Asi čtrnáct dní před termínem voleb v druhé půlce října se také opět začal znatelně zrychlovat počet nakažených v USA.

#### Zásadní ovlivnění průběhu voleb pandemií
K 6. květnu 2020 zatím v 16 státech USA, v nichž zatím neproběhly demokratické primárky, došlo k posunu termínu voleb. Stát New York nejprve primárky posunul, následně je zcela zrušil, nicméně poté byl rozhodnutím federálního soudu donucen místo toho zvolit posun voleb na červen. K 6. květnu nebyl zatím jasný výsledek odvolání proti tomuto rozhodnutí. V některých státech nicméně volby v době pandemie proběhly, a to buď korespondenčně nebo fyzicky. Obecně ale rychlé změny vedly k relativně velkému chaosu, politickým sporům o podobu voleb a v některých státech ke znatelně nižší než obvyklé účasti.
Celonárodní sjezd Demokratů, na němž byl Joe Biden oficiálně nominován na prezidentského kandidáta strany, se konal ve dnech 17. až 20. srpna 2020 převážně online.
Prezident Trump 30. srpna konstatoval, že by podle něj mělo v souvislosti s probíhající pandemií dojít k posunutí plánovaného listopadového termínu voleb na pozdější datum. Jako důvod uvedl údajnou hrozbu rozsáhlých podvodů souvisejících s korespondenčním hlasováním. Výrok vyvolal silné (především negativní) reakce v obou hlavních politických stranách v USA.
Na začátku září 2020 se koronavirus stal opět zásadním tématem v předvolební kampani poté, co byly zveřejněny úryvky z nové knihy rozhovorů, které vedl s Donaldem Trumpem novinář Bob Woodward. V rozhovorech Trump prezentoval zcela odlišné názory na koronavirus než jaké vyjadřoval při svých veřejných vystoupeních, při nichž závažnost nemoci snižoval a popíral některé informace, jejichž pravdivost již interně přiznával. Reakcí na tato zveřejnění byla ostrá kritika ze strany Trumpových odpůrců.

#### Nákaza Donalda Trumpa

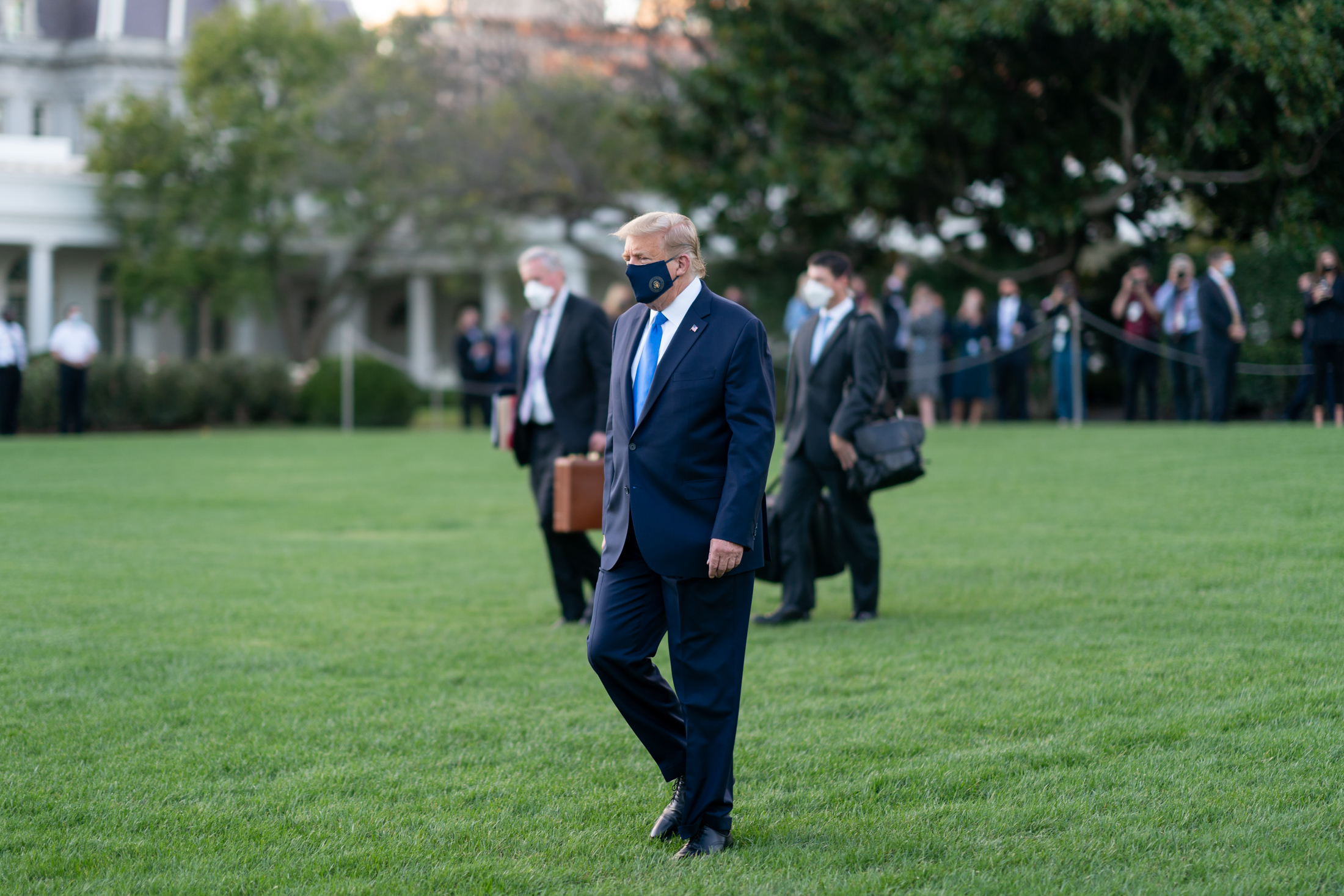
Trump opouští 2. října Bílý dům, poté co se nakazil koronavirem

Měsíc před stanoveným termínem voleb se nakazil přímo prezident Trump. Při zhoršení symptomů nemoci byl na několik dní hospitalizován v nemocnici Walter Reed National Military Medical Center. Po několika dnech byl pak propuštěn do domácího ošetřování a z nemoci se následně uzdravil. Pobyt prezidenta v nemocnici, informování o jeho zdravotním stavu i forma ukončení hospitalizace se stala široce diskutovaným tématem v kontextu probíhající kampaně. Trump se pak následně opětovně zapojil do kampaně. Nákaza se současně dotkla dalších významných členů Trumpova týmu – první dámy Melanie Trump, poradce pro kampaň Chrise Christieho, manažera kampaně Billa Stepiena a řady dalších.

#### Korespondenční hlasování
Vzhledem k obavám z nákazy během osobního volení se v měsících před termínem voleb vedla komplikovaná debata o rozšíření možnosti korespondenčního hlasování. V roce 2016 hlasy odevzdané distančně (tzv. absentee ballot) tvořily 23,7 % z celkového počtu odevzdaných hlasů. Před volbami 2020 se však začalo počítat s velkým nárůstem jejich počtu v blížících se volbách. Prezident Trump současně začal zpochybňovat spolehlivost tohoto typu hlasování. V průběhu roku současně probíhaly změny ve fungování americké pošty, jejichž dopad na schopnost pošty zvládnout nárůst počtu hlasů odeslaných poštou byl také předmětem veřejné diskuze.
Situaci dále komplikoval fakt, že různé státy mají různá pravidla pro odevzdávání a sčítání tohoto typu hlasů, což znepřehledňuje proces sčítání hlasů v případě, kdy korespondenční hlasy tvoří značnou část odevzdaných hlasů.

### Rasové konflikty

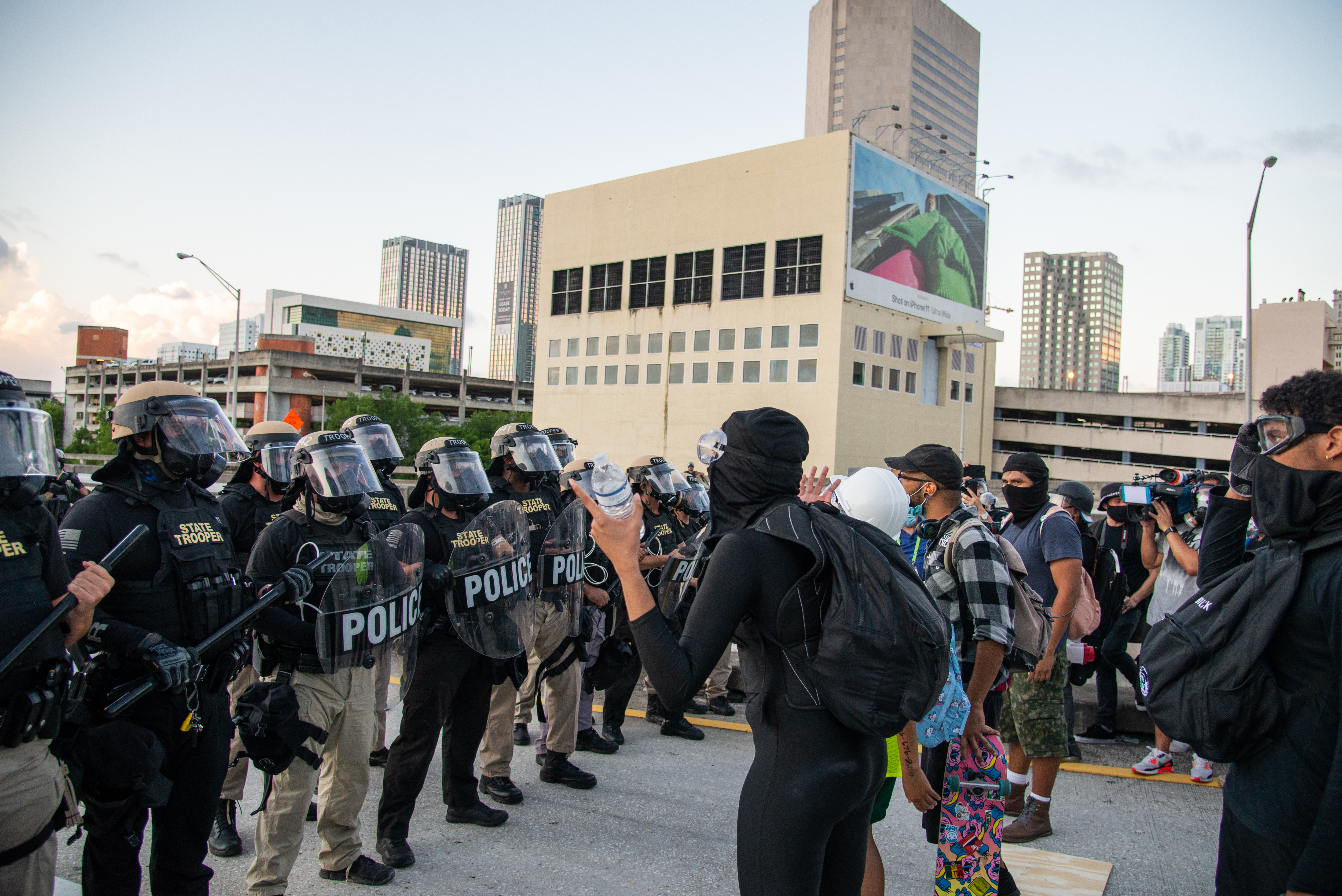
Protest v Miami v reakci na smrt George Floyda

Od konce května 2020 po celých Spojených státech probíhaly v kontextu předchozích desetiletí bezprecedentní masové protesty vzniklé v reakci na smrt George Floyda. Téma se tak stalo jedním ze zásadních bodů kampaně.

### Obsazení křesla na Nejvyšším soudu
V září 2020 zemřela Ruth Baderová Ginsburgová, respektovaná liberální soudkyně Nejvyššího soudu, k jejíž agendě patřily zejména témata ženských práv a genderové rovnosti. Na její místo Trump poměrně rychle nominoval konzervativní soudkyni Amy Coneyovou Barrettovou. Jejím schválením byl posléze ještě více vychýlen poměr konzervativních a liberálních soudců soudu ve prospěch konzervativního křídla. Trump už v minulosti nominoval dva konzervativní soudce, Neila Gorsucha v roce 2017 a Bretta Kavanaugha v roce 2018. Nominace Barrettové vzbudila u liberální části americké společnosti obavy a demokraté upozornili také na fakt, že v podobné situaci na konci mandátu Baracka Obamy (v únoru 2016 zemřel soudce Antonin Scalia) republikáni odmítali nominaci nového soudce jen několik měsíců před volbami nového prezidenta. Prezident Trump tento rozpor vysvětlil tím, že Obamova administrativa na rozdíl od něj neměla většinu v Senátu USA.

### Náboženský kontext
Historička náboženství a religionistka Catherine Wessingerová hovořila v souvislosti s volbami a celosvětovou situací (COVID-19, ISIS) o milenialismu ze strany jednak tzv. Islámského státu, ale i Donalda Trumpa, jenž v kampani zaujal pozici zachránce před světovými hrozbami.

## Volby a povolební vývoj

### Průběh voleb a sčítání hlasů

Hexagonální kartogram podle počtu volitelů s průběžným výsledkem voleb (šrafovaně státy, u nichž od minulých voleb došlo ke změně vítězné strany). Počty volitelů v jednotlivých státech vycházejí ze sčítání lidu v roce 2010.

Volby probíhaly podle harmonogramu určeného zákonem. V průběhu voleb se dřívější obavy z možného chaosu potvrdily jen zčásti v okamžiku, kdy se projevilo rozdílné rozložení hlasů pro kandidáty Trumpa a Bidena v osobním a korespondenčním hlasování. Rychleji sečtené přímo odevzdané hlasy na mnoha místech měly vyšší poměr hlasů pro Donalda Trumpa, než jaký byl u hlasů odevzdávaných korespondenčně a sčítaných později. Zprvu pozitivní výsledky pro stávajícího prezidenta se tak v průběhu sčítání začaly posouvat ve prospěch vyzyvatele Joea Bidena (což je známý jev označovaný jako „modrý posun“; pravděpodobně přispěly i větší obavy voličů Demokratů z covidu-19).
V následujících dnech po volbách ke klíčovým nerozhodnutým státům patřily Michigan, Wisconsin, Pensylvánie, Nevada, Georgie, Arizona a Severní Karolína. Až na Severní Karolínu ve všech těchto státech nakonec vyhrál Biden. Prezident Trump na zprvu nejistou situaci reagoval výzvami k ukončení sčítání bez započítání zbývajících korespondenčních hlasů s ohledem na jejich údajnou neplatnost. V Michiganu a Pensylvánii pak Trump začal usilovat o zastavení sčítání pomocí podání žalob.
Během soboty 7. listopadu postupně významná americká média na základě svých propočtů sečtených hlasů prohlásila Joea Bidena za vítěze voleb. Přestože v té době ještě nebylo dokončeno sčítání všech hlasů, sečtené hlasy již Bidenovi zajišťovaly dostatek volitelů nutných k získání úřadu. Prezident Trump nicméně ve stejné době nadále trval na svém vítězství, o jehož potvrzení soudní cestou hodlal usilovat, vydával také nedoložená tvrzení o falšování voleb, kvůli kterým mnohé televize přerušily přímý přenos jeho projevu. V sobotu večer pak Joe Biden a Kamala Harrisová pronesli ve městě Wilmington ve státě Delaware své vítězné projevy. Joe Biden pronesl, že bude prezidentem všech Američanů a přeje si sjednocení znesvářených stran.

### Výsledky
| Kandidát na prezidenta | Strana             | Domovský stát      | Počet hlasů        | Počet hlasů        | Volitelů | Spolukandidát              | Spolukandidát  | Spolukandidát |
| Kandidát na prezidenta | Strana             | Domovský stát      | Počet              | Podíl              | Volitelů | Kandidát na viceprezidenta | Domovský stát  | Volitelů      |
| ---------------------- | ------------------ | ------------------ | ------------------ | ------------------ | -------- | -------------------------- | -------------- | ------------- |
| Joe Biden              | Demokratická       | Delaware           | 81 283 501         | 51,31 %            | 306      | Kamala Harrisová           | Kalifornie     | 306           |
| Donald Trump           | Republikánská      | Florida            | 74 223 975         | 46,85 %            | 232      | Mike Pence                 | Indiana        | 232           |
| Jo Jorgensenová        | Libertariánská     | Jižní Karolína     | 1 865 535          | 1,18 %             | 0        | Spike Cohen                | Jižní Karolína | 0             |
| Howie Hawkins          | Zelení             | New York           | 407 068            | 0,26 %             | 0        | Angela Nicole Walkerová    | Jižní Karolína | 0             |
| Rocky De La Fuente     | Reformní           | Kalifornie         | 301 016            | 0,19 %             | 0        | Darcy Richardson           | Florida        | 0             |
| Ostatní                | Ostatní            | Ostatní            | 348 536            | 0,22 %             | —        | Ostatní                    | Ostatní        | —             |
| Celkem                 | Celkem             | Celkem             | 158 429 631        | 100 %              | 538      |                            |                | 538           |
| Potřeba ke zvolení     | Potřeba ke zvolení | Potřeba ke zvolení | Potřeba ke zvolení | Potřeba ke zvolení | 270      |                            |                | 270           |

### Boj Trumpa a jeho kampaně proti výsledkům

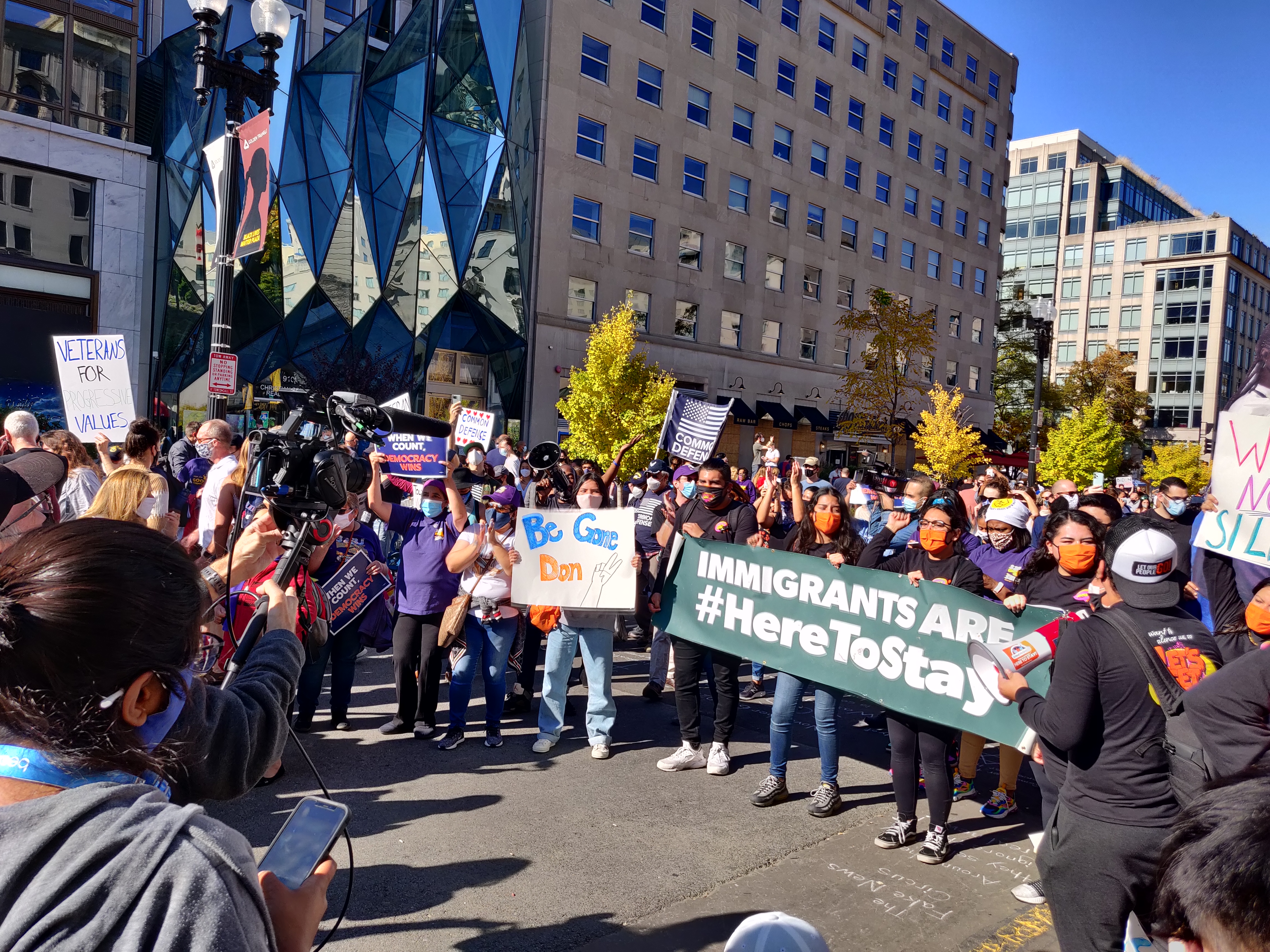
Stoupenci Bidena oslavují 7. listopadu jeho očekávané vítězství

Trumpova kampaň podala proti výsledku voleb celkem 56 podnětů a žalob v sedmi amerických státech (Arizoně, Georgii, Michiganu, Nevadě, Pensylvánii, Wisconsinu a Minnesotě), které byly postupně všechny zamítnuty nebo vzaty zpět. V Michiganu se Donald Trump neúspěšně snažil přemluvit volební výbor, aby nepotvrdil výsledky tamějších voleb.
Dne 23. listopadu oznámila ředitelka Správy obecných služeb GSA Emily Murphyová, že je připravena zahájit formální proces předání prezidentství Joeu Bidenovi. Krátce nato pověřil prezident Trump úřady a svůj tým k zahájení tohoto procesu. Neustal však ve své snaze zvrátit výsledek voleb ve svůj prospěch, převážně soudní cestou. V Georgii a Wisconsinu si vyžádal přepočítání hlasů. V Georgii po přepočtu došlo ke snížení Trumpovy ztráty o 1274 hlasů a ve Wisconsinu, kde za přepočet musel Trump zaplatit 3 miliony dolarů, se naopak Bidenův náskok navýšil o 87 hlasů.
Dne 5. prosince potvrdil volební výsledky stát Kalifornie, čímž Biden oficiálně překonal potřebnou hranici 270 volitelů. 9. prosince podal Texas s podporou dalších 17 států a Donalda Trumpa stížnost k Nejvyššímu soudu na průběh prezidentské volby ve státech Georgie, Michigan, Pensylvánie a Wisconsin, kterou podpořilo 126 zastupitelů Republikánské strany. 12. prosince Nejvyšší soud zamítl žalobu s odůvodněním, že Texas nemá právo vměšovat se organizace voleb v ostatních amerických státech.
Deník The Washington Post zveřejnil 3. ledna záznam telefonátu Donalda Trumpa se státním tajemníkem Georgie, republikánem Raffenspergerem, v němž vyslovil přání, aby došlo ke změně výsledků voleb ve státě Georgie. 7. ledna prezident Trump na svém twitterovém profilu zveřejnil řeč, ve které uvedl, že vyčerpal své možnosti právně napadnout průběh a výsledky listopadových voleb. Uznal, že 20. ledna bude do úřadu uveden nový prezident – Bidena přímo nezmínil – a přislíbil hladké předání moci.
Ze slyšení soudního výboru Senátu Spojených států ze začátku srpna 2021 vyplynulo, že ve dnech, které následovaly po zveřejnění výsledků voleb (zhruba od 2. týdnu listopadu 2020) Trump vyvíjel téměř každodenní tlak na tehdejšího generálního prokurátora Jeffreyho Rosena, aby ohlásil, že ve státu Georgia se při sčítání hlasů vyskytly „nepravidelnosti“ a následně přikázal, aby sčítání v tomto státu převzali (Trumpem určení) státní legislativní úředníci s pravomocí volby v tomto státě anulovat.

### Hlasování volitelů a potvrzování Kongresem
Volitelé v jednotlivých státech se sešli 14. prosince a veřejně hlasovali pro oba kandidáty dle výsledků voleb. Prezident a část republikánských politiků dali najevo, že ve zvrácení výsledků voleb budou pokračovat do inaugurace Joea Bidena. Nicméně senátor Mitch McConnell, předseda republikánské většiny v amerického senátu, poblahopřál zvolenému prezidentovi Bidenovi a viceprezidentce Kamale Harrisové k volebnímu vítězství.
Po projevu, v němž prezident Trump vyzval dav k vyjádření nesouhlasu s výsledky voleb, vtrhli dne 6. ledna 2021 jeho podporovatelé na zasedání Kongresu, na němž se právě výsledky schvalovaly. Budova Kapitolu byla evakuována a částečně obsazena demonstranty. Během akce zemřely čtyři osoby z řad demonstrantů, z nich jedna žena byla zastřelena policií, a jeden policista. Trump své podporovatele na Twitteru posléze vyzval k odchodu z budovy, přičemž jim vyjádřil úctu. Budoucí prezident Biden výtržníky označil pouze za malou skupinu, která nereprezentuje Ameriku. V Kapitolu a v sídlech Republikánského i Demokratického národního výboru byly nalezeny výbušniny.